# Norman Lovett
Norman Lovett, född 31 oktober 1946 i Windsor i Berkshire, är en brittisk ståuppkomiker och skådespelare. Lovett är främst känd för rollen som Holly i komediserien Red Dwarf.
Lovett spelade rollen som skeppsdatorn Holly i Red Dwarf i dess första och andra säsong. Från och med den tredje säsongen avsade sig dock Lovett rollen på grund av att seriens inspelningslokaler flyttade till London, medan han själv hade flyttat till Edinburgh och det långa avståndet förminskade hans vilja att delta.
Lovett återvände sedan i sjunde säsongen som gästmedverkande och i den åttonde åter som en av huvudpersonerna. Efter en oenighet med producenten, Doug Naylor, vägrade sedan Lovett för en tid delta i ytterligare produktioner av serien. Efter framgången med Red Dwarf X 2012 återupptog Lovett dock kontakt med Naylor, vilket resulterade i hans gästmedverkan i avsnittet "Skipper" i säsong 12 (2017).

## Filmografi i urval
- 1984 – Hemma värst (TV-serie)
- 1985 – The Bill (TV-serie)
- 1988–2020 – Red Dwarf (TV-serie)
- 1989–1993 – I, Lovett (TV-serie)
- 1990 – Skenet bedrar (TV-serie)
- 1997 – Tom Jones (TV-serie)
- 2002–2005 – The Bill (TV-serie)